# Stacy Peralta
Stacy Peralta (nacido el 15 de octubre de 1957 en California) es un director y productor de cine y televisión estadounidense, así como profesional retirado del skateboarding, surfista y empresario.

## Biografía

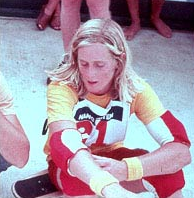
Peralta en 1976

Fue miembro del equipo Zephyr, conocido como los Z-Boys, un grupo de patinadores patrocinado por la tienda de surf "Jeff Ho and Zephyr Surfboard Productions". Su segundo patrocinante fue "Gordon and Smith". La competición nacional de Del Mar, California, que constaba de dos categorías de skateboarding, eslalon y estilo libre, representó su primera aparición en el circuito. A pesar de ser todavía un novato, alcanzó el sexto u octavo lugar en la competición de estilo libre. Tras las Competiciones Nacionales en Del Mar, California, Peralta se esforzó en dominar las maniobras convencionales requeridas en el estilo libre del naciente deporte, y tras ocho meses de su primera participación en competiciones pasó a ocupar el tercer lugar del estilo libre en el Campeonato Mundial de Patinaje "World Skateboard Championship" en Tucson. Peralta llegó incluso a hacer una aparición especial en el conocido programa de televisión "Los ángeles de Charlie" o "The Charlie's Angels".
Peralta puede acreditarse la creación del frontside lipside, aunque en su época esta figura constaba de una voltereta efectuada al borde de las rampas, siendo Alan Losi quien la efectuó en el circuito "Upline Pipeline". Para ayudar a los skaters a hacer esta maniobra, Peralta inventó un dispositivo llamado "lapper" (literalmente vueltero o que da vueltas), que era esencialmente una solapa de polietileno colocada en la cola de la tabla. El uso de este dispositivo fue decreciendo gradualmente.
A sus 19 años, Peralta pasó a ocupar el primer puesto del skateboarding profesional. Poco después se asoció al fabricante de tablas, y formaron la compañía Powell-Peralta con los miembros: Stacy Peralta y George Powell, dedicada a la fabricación de artículos de skateboarding. Con el apoyo financiero de Powell-Peralta, Stacy formó Bones Brigade, un equipo de patinadores conformado por los más destacados profesionales de la época, Tony Hawk, Lance Mountain, Tommy Guerrero y otros profesionales, de los cuales muchos revolucionaron el estilo de skateboarding. También comenzó a dirigir y producir los primeros vídeos de skateboarding, para profesionales como Tony Hawk.
Stacy Peralta aparece también en los créditos de la película Real Genius (1985), con Val Kilmer, William Atherton y Gabriel Jarret. Stacy hizo el papel de comandante de un ficticio vehículo que transportaba un láser mortal a un criminal en la primera escena de la película.
En 1992, Peralta abandonó Powell-Peralta para dedicarse a tiempo completo a dirigir y producir para televisión. Su aún apasionado amor por el skateboarding y el surf quedó manifestado en las películas Dogtown and Z-Boys, un film documental basado en el equipo conocido como los Z-Boys, y Riding Giants, un documental del año 2004 sobre la historia del surf moderno conocido como big wave surfing (literalmente "surfing de olas grandes"), y el tow-in surfing (estilo en el que el practicante es remolcado hacia una ola a punto de romper). Dogtown ganó un premio en el Festival de Cine de Sundance en el año 2001. Peralta también escribió el guion de la película Los Amos de Dogtown (2005), un drama que contaba la historia de los días de Dogtown y los Z-Boys.
La experiencia de Peralta como empresario y productor de videos de skateboarding fue adaptada al videojuego Tony Hawk's Underground, en el que Peralta se personifica a sí mismo.
Peralta se divorció en el año 1990. Tuvo un hijo llamado Austin, que falleció en noviembre de 2012 a causa de una neumonía.
En el Juego de Ps2 "Tony Hawk´s Project 8", Powell-Peralta pone la publicidad del Film "The seach of the animal chin".
La vida y crecimiento profesional de Peralta así como sus inicios en los Z-boys pueden verse en la película dirigida por Catherine Hardwicke "Los amos de Dogtown", para la que él mismo escribió el guion.